# Giovanni Aurelio Augurelli
Giovanni Aurelio Augurelli (ou Augurello) (c. 1456-1524) est un poète humaniste et alchimiste italien de la Renaissance. Il est notamment l'auteur d'une Chrysopœia qui présente une interprétation alchimique de la mythologie gréco-latine.
La Chrysopeia a été traduite en français au milieu du XVIe : Les trois livres de la facture de l'or traduits des vers latins de Jean Aurel Augurel, en prose françois, imprimés à Lyon, par Guillaume Roville (1548). Et Les trois Livres de la Chrysopée, c'est-à-dire, l'Art de faire l'Or, contenant plusieurs choses naturelles, traduits de Jean Aurel Augurel, poëte italien, par F. Habert de Berry ; imprimés à Paris par Vincent Gautherolt (1549).
On retrouve chez Augurelli l'idée développée par Marsile Ficin, qui assimile le Spiritus mundi à la quintessence et à l'élixir, capable de transmuter les métaux en or et de servir de médecine universelle.

### Ouvrages
- Carmina (1505)
- Vellus aureum (1505), in Vellus aureum et Chrysopoeia, Heyl, 1716, 112 p.
- Chrysopeia (1515), trad. 1548 : Les trois livres de la chrysopée , lire en ligne sur la BNAM

### Études
- Alfredo Perifano : La réception en France de la Chrysopoeia de Giovanni Aurelio Augurelli, in La Réception des écrits scientifiques, philosophiques et techniques italiens en France au XVIe siècle . Actes de la journée d’étude de Paris — Institut Culturel Italien, 8 novembre 1997 - Centre interuniversitaire de Recherche sur la Renaissance italienne. Paris, Université Paris III, Sorbonne Nouvelle, 2000, p. 29-48.
- Zweder von Martels : Augurello's 'Chrysopoeia' (1515) : a turning point in the literary tradition of alchemical texts; Early Sci Med 5, no. 2 (2000): 178-195.
- Sylvain Matton, "Augurelli"" : Encyclopédie universelle (1992)